# Phyllodrepa sahlbergi
Phyllodrepa sahlbergi är en skalbaggsart som beskrevs av Luze 1906. Phyllodrepa sahlbergi ingår i släktet Phyllodrepa, och familjen kortvingar. Arten är reproducerande i Sverige.